# Джанибекян, Артур Отариевич
Арту́р Ота́риевич Джанибекя́н (арм. Արթուր Ջանիբեկյան; род. 29 февраля 1976, Ереван) — телевизионный продюсер, сценарист, актёр, медиаменеджер, основатель «Comedy Club Production». Член международной Академии телевизионных искусств Emmy International.

## Биография
Родился 29 февраля 1976 года в Ереване, в семье сестры космонавта Владимира Джанибекова. Окончил физико-математическую специальную школу при Ереванском государственном университете. Получил высшее образование в Ереванском государственном университете (факультет экономической кибернетики).
1993—1996 гг. — компания «Шарм» — клейщик афиш, администратор, координатор проекта, директор съёмочной группы. С 1994 г. — один из основателей и директор команды КВН «Новые армяне» (чемпион Высшей лиги КВН 1997 г.). 2000—2005 гг. — продюсер программы «Новое армянское радио» на «Русском радио». 2001—2002 гг. — продюсер программы «Добрый вечер с Игорем Угольниковым» на СТС.
В 2003 году вместе с товарищами по КВН основал клубное шоу Comedy Club. С 2005 года Comedy Club стал выходить на телеканале ТНТ. В 2006 году Comedy Club вошёл в топ-10 самых коммерчески успешных российских проектов (девятое место с результатом в 3,5 млн долларов) по версии журнала Forbes. В 2007 году основал компанию Comedy Club Production — многопрофильный продюсерский центр. Являлся её основателем и генеральным продюсером. В этом же году был признан «Человеком года» по версии журнала GQ в номинации «Продюсер года». В 2008 году открыл круглосуточный юмористический телеканал Comedy TV. В ноябре 2009 года запустил сеть тематических ресторанов Comedy Cafe. Являлся учредителем и совладельцем компании «7 Art», производившей ситкомы «Универ», «Интерны» на ТНТ, позже вошедшей в состав Comedy Club Production.
В 2011 году осуществил сделку по продаже контрольного пакета акций продюсерского центра Comedy Club Production телеканалу ТНТ. Сумма сделки составила 350 миллионов долларов и является рекордно большой за всю историю российского телевидения.
В 2012 году стал лауреатом Премии «Медиа-Менеджер России 2012» и награждён в специальной номинации «За исключительные заслуги в создании брендов и телевизионных продуктов, а также самую крупную сделку в области телевидения и контент-продакшна».
30 марта 2015 года возглавил объединение четырех телевизионных каналов: ТНТ, ТВ-3, «Пятница!» и «2х2», а также двух продакшнов: «Comedy Club Production» и «А Плюс продакшн» (бывшее Good Story media).
В 2015 году Артур Джанибекян вошёл в топ-5 лучших в стране руководителей высшего звена в сфере медиабизнеса в ежегодном рейтинге «ТОП-1000 российских менеджеров», формирующегося по результатам экспертного голосования топ-менеджеров Ассоциации менеджеров России (АМР). Рейтинг ежегодно публикуется в ежедневном бизнес-издании «КоммерсантЪ».
Под руководством Артура Джанибекяна в ноябре 2015 года был перезапущен в новом формате и оформлении телеканал ТВ-3. 1 января 2016 года запущен новый телеканал ТНТ4. В июне 2016 года Артур Джанибекян также возглавил телеканал ТНТ в должности генерального директора. 7 июля 2016 года Джанибекян стал лауреатом профессиональной премии «Медиа-менеджер России 2016».
6 июля 2017 года Джанибекян в третий раз был удостоен звания лауреата премии «Медиа-менеджер России». Награда получена за «развитие и эффективное управление и выдающиеся достижения в области создания развлекательного и юмористического контента».
В октябре 2017 года под управлением Джанибекяна ТНТ стал первым телеканалом в России, начавшим продажи рекламы по системе Big TV рейтинг.
В 2017 году совместно с Валерием Федоровичем и Евгением Никишовым Артур Джанибекян выступил продюсером проекта «Гоголь. Начало».
5 января 2018 года под руководством Артура Джанибекяна запустилось вещание телеканала «Супер». 5 июля 2018 года на церемонии награждения премии «Медиаменеджер России» был удостоен Гран-при.
В 2018 году совместно с Семёном Слепаковым и Александром Дулерайном Артур Джанибекян выступил продюсером сериала «Домашний арест», возглавившим рейтинг лучших сериалов 2018 года по версии редакции сайта «Кинопоиск». «Домашний арест» также занял 1 место в ТОП-5 российских телесериалов по версии «Кинократии», стал восьмикратным лауреатом VII Премии АПКиТ. Сериал отмечен специальным призом 32-й кинопремии «Ника» — «За творческие достижения в искусстве телевизионного кинематографа». Также сериал стал победителем фестиваля «ТЭФИ-Содружество».
В 2019 году Джанибекян стал членом Международной академии телевизионных искусств «Эмми».
В 2024 году Артур Джанибекян возглавил Seaside Startup Summit ОАЭ.

## Личные инициативы и общественная деятельность
Совладелец сети кофеен и отелей в Армении, имеет различные интересы и бизнес-проекты в сфере horeca.
Один из основателей и спонсоров «Образовательного Узла Айб».
Инициатор создания и спонсор двух скульптур, установленных в Ереване: скульптуры «Житие вечности» Давида Ереванци и скульптуры «Мужчины» Давида Минасяна.
Автор идеи и учредителем Фонда «Возрождение», занимающегося возрождением народных армянских музыкальных произведений.
В 2013 году продюсировал и спонсировал съемки документальной картины «Книга» (режиссёр В. Манский).
За «преданность духовным ценностям и церковным святыням» в 2013 году награждён высшей наградой Армянской Апостольской церкви — орденом Святого Григора Просветителя.
Приверженец идей армянского поэта, философа и богослова св. Григора Нарекаци.
В 2016 году в Армении Джанибекян был награждён медалью «За заслуги перед Отечеством» I степени.
В 2016 году Джанибекян стал сооснователем регионального стартап-форума «Севан Стартап Саммит» в Армении.
В 2018 году форум вышел на международную арену и был проведён в ОАЭ и Индии под названием Seaside Startup Summit.
В январе 2017 года Джанибекян подарил кафедральному собору частицу мощей Святого Григория Просветителя, приобретённую на одном из аукционов в Париже

## Проекты
Продюсер телевизионных проектов (в случае, если не указан телевизионный канал — для ТНТ):
- Comedy Club (2005)
- «Наша Russia» (2006)
- «Звёзды против караоке» (2006)
- «Бешенл Джеографик» (2007)
- «Смех без правил» (2007)
- «Убойная лига» (2007)
- «Убойной ночи» (2008)
- Comedy Woman (2008)
- «Универ» (2008)
- «Шоу Ньюs» (2008)
- «Дом-2» (2009)
- «Убойный вечер» (2009)
- «Два Антона» (2009)
- «Разрушители пословиц» (2010, ДТВ)
- «Идеальный мужчина» (2010, СТС)
- «Comedy Баттл» (2010)
- «Незлобин и Гудков» (2010, MTV Россия)
- «Интерны» (2010)
- «Универ. Новая общага» (2011)
- «Comedy Club в Юрмале» (2013, 2014)
- «САШАТАНЯ» (2013)
- «ХБ» (2013)
- «Неzлоб» (2013)
- Stand Up (2013)
- «Не спать!» (2014)
- «Вот такое утро» (2014)
- «Танцы» (2014)
- «Однажды в России» (2014)
- «Озабоченные, или Любовь зла» (2015)
- «Где логика?» (2015)
- «Импровизация» (2016)
- «Бородач. Понять и простить» (2016)
- «Открытый микрофон» (2017)
- Love is… (2017)
- «Студия Союз» (2017)
- «Деньги или позор» (2017, ТНТ4)
- «Песни» (2018)
- «Большой завтрак» (2018)
- «Комик в городе» (2018)
- «Замуж за Бузову» (2018)
- «Прожарка» (2018)
- «Домашний Арест» (2018)
- «Год культуры» (2018)
- «Знания и эмоции» (2018, ТВ-3)
- «Всё, кроме обычного» (2018, ТВ-3)
- «Эдуард Суровый. Слёзы Брайтона» (2019)
- «Жуки» (2019)
- «План Б» (2019)
- «Триада» (2019)
- «Две девицы на мели» (2019, Пятница!)
- «22 комика» (2019, ТНТ4)
- «Окаянные дни» (2020)
- «Пой без правил» (2020)
- «Двое на миллион» (2020)
- «Секрет» (2020)
- TALK (2020)
- «Ты как я» (2020)
- «Импровизация КОМАНДЫ» (2020)
- «Гусар» (2020)
- «Женский Стендап» (2020)
- «Новое утро» (2020)
- «Бой с Герлз» (2020, Пятница!)
- «Нам надо серьезно поговорить» (2020)
- «Закрытый мир» (2020)
- «Музыкальная интуиция» (2021)
- «Девушки с Макаровым» (2021)
- «Холостяк» 8 сезон (2021)
- «Я тебе не верю» (2021)
- «Новые танцы» (2021)
- «Шоу большой стран» (2021, Россия 1)
- «ИГРА» (2021)
- Lab с Антоном Беляевым (2021)
- «Универ. 10 лет спустя» (2021)
- «Триада» 2 сезон (2021)
- «Яжотец» (2021)
- «Света с того света 2» (2021)
- «Стас» (2022)
- «Девушки с Макаровым 2» (2022)
- «Холостяк» 9 сезон (2022)
- «Год Культуры 2» (2022)
- «Сеструха» (2022, Пятница!)
- «Семья» (2022)
- «Развод» (2022)
- «Неличная жизнь» (2022)
- «Концерты» (2022)
- «Женский клуб» (2022, не вышел в эфир)
- «Самоирония судьбы» (2022)
- «Галустян плюс» (2023)
- «Телохранители» (2023)
- «Первокурсницы» (2023)
- «Иван Васильевич меняет всё» (2023)

Продюсировал следующие кинопроекты:
- «Самый лучший фильм» (2008)
- «Самый лучший фильм 2» (2009)
- «Наша Russia. Яйца судьбы» (2010)
- «Самый лучший фильм 3-ДЭ» (2011)
- «Попугай Club» (2014)
- «Книга» (2014)
- «Гоголь. Начало» (2017)
- «Zомбоящик» (2017)

## Награды
- Медаль «За заслуги перед Отечеством» I степени (17 сентября 2016 года) — по случаю 25-летия Независимости Республики Армения, за содействие сохранению историко-культурных ценностей и развитию культуры, а также за многолетнюю эффективную деятельность[25].